# Рьоко Куї
Рьоко Куї (яп. 九井諒子, Kui Ryōko) — японська художниця манґи. Вона найбільш відома своєю серією манґи «Смачно в підземеллі» (2014—2023), що виходила в сейнен-манґа-журналі Harta від Enterbrain, а також своєю роботою «Тераріум у шухляді», яка отримала нагороду за майстерність у розділі манґи на 17-му Японському фестивалі медіа-мистецтв.

## Життєпис
Куї опублікувала свої ранні роботи на Pixiv і COMITIA, перш ніж офіційно дебютувати як художниця манги в березні 2011 року зі своєю збіркою оповідань Ryuu no Gakkou wa Yama no Ue Kui Ryouko Works (яп. 竜の学校は山の上 九井諒子作品集, Ryū no gakkō wa Yamanoue Kui Ryōko Sakuhin-shū). До цього вона опублікувала вебкомікс у своєму особистому блозі під назвою UORIR: Amble (UORIR: アンブル編 (яп. UORIR: Anburu-hen)), який виходив у 2008—2012 роках.
У 2013 році Куї отримала нагороду Excellence Award у відділі манги на 17-му Японському фестивалі медіа-мистецтва за свою роботу «Тераріум у шухляді». Її робота 2014 року, «Підземелля смакоти», була опублікована в журналі Harta та отримала нагороду Comic Natalie у 2015 році, Kono Manga ga Sugoi!, Kono Manga wo Yome! та Zenkoku-sho ten'in ga eranda osusume komikku 2016 року. Аніме «Підземелля смакоти» отримало аніме-адаптацію 2024 року, і Куї зазначила, що вона «брала активну участь» у його створенні.

## Стиль
Стиль Куї відомий своїм зображенням реальності та фантазії з її унікальною точкою зору. Мегумі Сакамото, яка писала для Comic Natalie описала свій характерний стиль як втілення "неприродність" (яп. 違和感). В інтерв'ю Comic Natalie відзначили, що Куї має спорідненість з драконами, і дракони були представлені в кількох її роботах.
До «Підземелля смакоти» Куї читала «Нескінченну історію» та «Володаря перснів», а також досліджувала правила Dungeons & Dragons після того, як кілька разів бачила, як вони важливі для її роботи перед серіалізацією манги. Куї є відомою шанувальницею комп'ютерних рольових ігор. Раніше вона малювала фан-арт для Baldur's Gate, Baldur's Gate II: Shadows of Amn, Baldur's Gate III, Pathfinder: Kingmaker, Pathfinder: Wrath of the Righteous і Planescape: Torment. У дитинстві вона спостерігала, як її батько грає у Wizardry на Famicom, а також у Dragon Quest, Ultima та Fire Emblem. Одним із основних джерел натхнення для «Підземелля смакоти» Куї назвала Wizardry VI: Bane of the Cosmic Forge.

### Манга
- Школа Дракона - колекція творів Ріоко Куї в горах (яп. 竜の学校は山の上 九井諒子作品集) ISBN 978-4-78-160545-6
- Семеро малих синів дракона: Збірка з семи оповідань (яп. 九井諒子作品集 竜のかわいい七つの子) ISBN 978-4-04-728408-1
- Тераріум в шухляді (яп. ひきだしにテラリウム) ISBN 978-4-78-160948-5
- Підземелля смакоти (яп. ダンジョン飯)

### Книги з мистецтва
- Daydream Hour (Година мрій), in Harta Vol. 37, August 12, 2016, ISBN 978-4-04-734124-1[15]
- Daydream Hour 2 (Година мрій 2), in Harta Vol. 41, August 15, 2017, ISBN 978-4-04-734128-9[16]
- Daydream Hour 3 (Година мрій 3), in Harta Vol. 74, May 15, 2020, ISBN 978-4-04-736121-8[17]
- Daydream Hour 4 (Година мрій 4), in Harta Vol. 81, February 15, 2021, ISBN 978-4-04-736128-7[18]
- Daydream Hour 5 (Година мрій 5), in Harta Vol. 96, August 12, 2022, ISBN 978-4-04-737056-2[19]
- Ryoko Kui Rakugaki Hon Daydream Hour (Рьоко Куї Ракуґакі Хон Година мрій), January 15, 2024, ISBN 978-4-04-737646-5